# Yi Sanhae
Yi San-hae (coreeană: 이산해, n. 1539 - d. 23 august 1609) a fost un poet, scriitor, cărturar și om de stat coreean din timpul dinastiei Joseon. A fost prim-ministru al dinastiei Joseon în anii 1590 - 1591, 1592, 1600 - 1602. A fost poreclit Agye (아계), Jukpiong (죽피옹). Rivalul său a fost Jeong Cheol (정철).